# Internationaler Frauentag

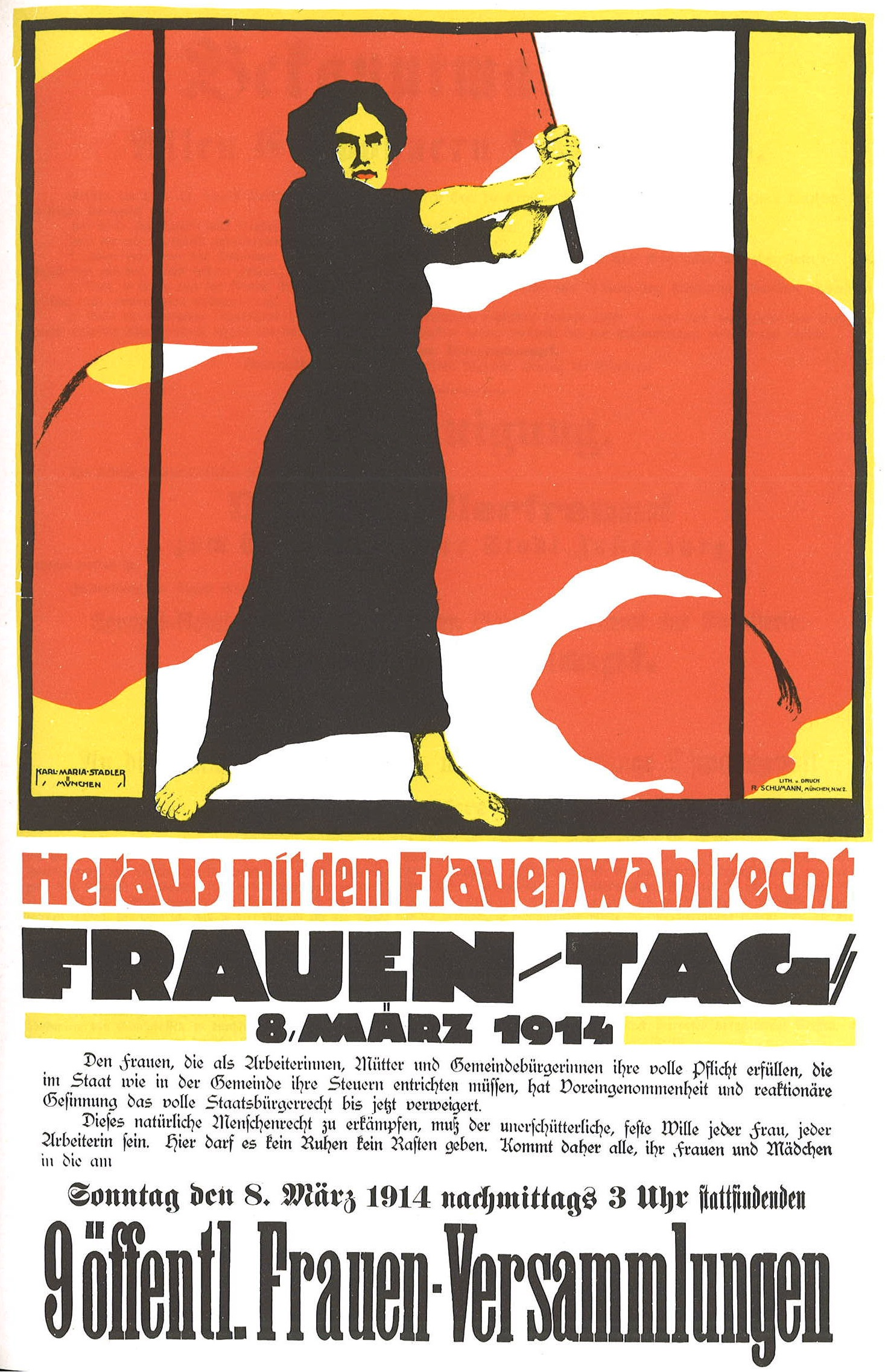
Plakat für den Frauentag am 8. März 1914

Internationaler Frauentag (englisch International Women’s Day, kurz IWD), Weltfrauentag oder Frauentag sind Namen eines Welttags, der jährlich am 8. März gefeiert wird. Er entstand als Initiative sozialistischer Organisationen in der Zeit vor dem Ersten Weltkrieg im Kampf um die Gleichberechtigung, das Wahlrecht für Frauen sowie die Emanzipation von Arbeiterinnen. Erstmals fand der Frauentag am 19. März 1911 statt. 1921 wurde sein Datum durch einen Beschluss der Zweiten Internationalen Konferenz kommunistischer Frauen in Moskau endgültig auf den 8. März gelegt.
Dieses Datum wählten auch die Vereinten Nationen (UN) im Internationalen Jahr der Frau 1975 zum „Tag der Vereinten Nationen für die Rechte der Frau und den Weltfrieden“ und richteten dazu erstmals am 8. März 1975 eine Feier aus. Mitte 1975 wurde dann in Mexiko-Stadt die erste UN-Weltfrauenkonferenz abgehalten und es folgte die „UN-Dekade der Frau“ (1976–1985).

## Geschichte

### Vorgeschichte

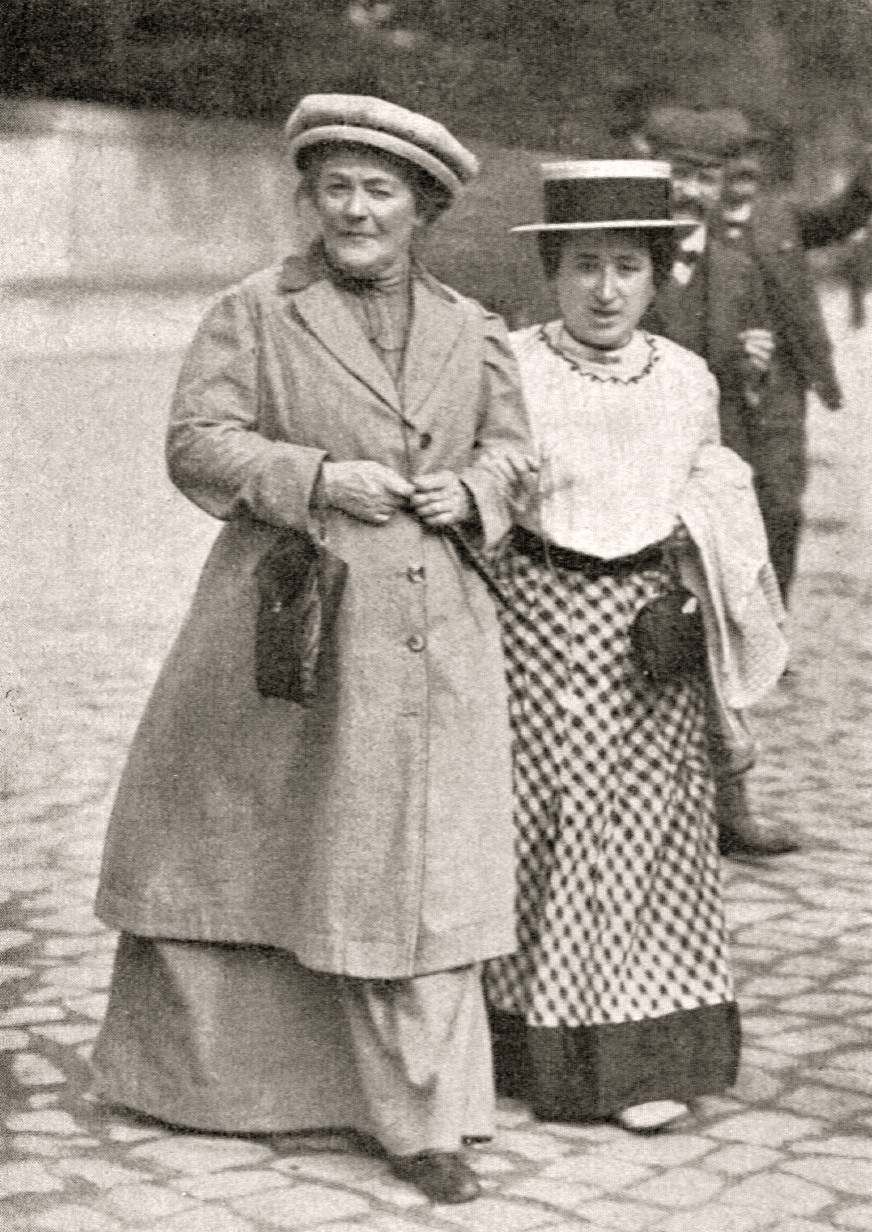
Clara Zetkin (links) mit Rosa Luxemburg (1910)

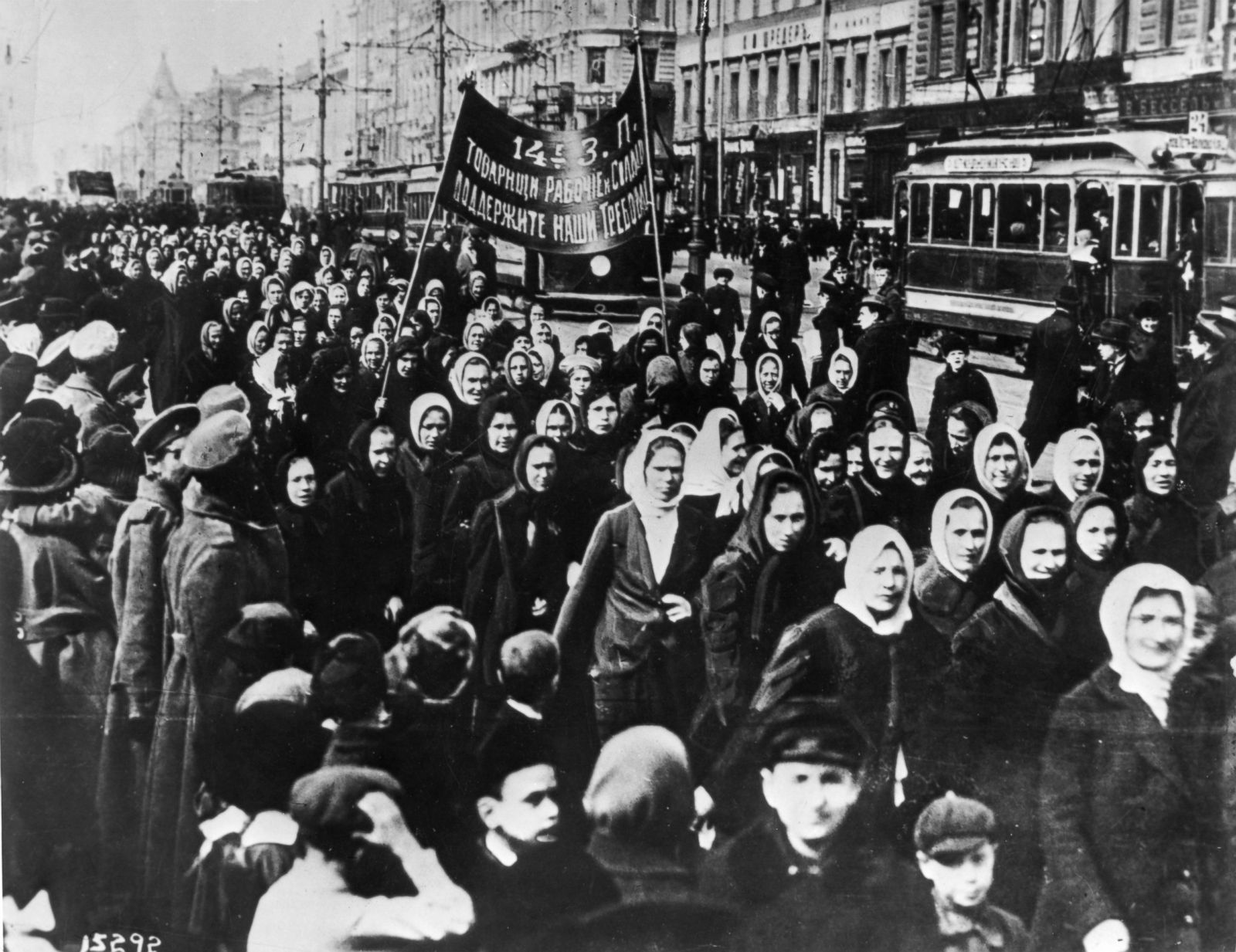
Demonstration zum Internationalen Frauentag 1917 in Petrograd (heute Sankt Petersburg)

Die deutsche Sozialistin Clara Zetkin (1857–1933) schlug auf der Zweiten Internationalen Sozialistischen Frauenkonferenz am 27. August 1910 in Kopenhagen die Einführung eines internationalen Frauentages vor, ohne jedoch ein bestimmtes Datum zu bevorzugen. Die Idee dazu kam aus den USA. Dort hatten Frauen der Sozialistischen Partei Amerikas (SPA) im Jahr 1908 ein Nationales Frauenkomitee gegründet, das beschloss, einen besonderen nationalen Kampftag für das Frauenstimmrecht zu initiieren. Vorgeschlagen wurde der erste Frauentag von der aus der heutigen Ukraine emigrierten jüdischen Textilarbeiterin und Sozialistin Theresa Serber Malkiel.
Dieser erste Frauentag in den USA am 28. Februar 1909 war ein Erfolg – auch weil sich bürgerliche Frauenrechtlerinnen (Suffragetten) den Forderungen nach dem Frauenwahlrecht anschlossen und gemeinsam mit den Sozialistinnen demonstrierten. Die Idee, diese Form des Protestes zu wiederholen, war schnell geboren, und so kam es auch 1910 im Februar zu nordamerikanischen Frauendemonstrationen für das Wahlrecht. Während die US-Amerikanerin May Wood Simons die Idee zu einem solchen Tag nach Kopenhagen brachte, waren es die deutschen Sozialistinnen Clara Zetkin und Käte Duncker, die sich auf dem Treffen in Kopenhagen für den Frauentag einsetzten und den Beschluss forcierten.
Der Beschluss in Kopenhagen lautete:

„Im Einvernehmen mit den klassenbewussten politischen und gewerkschaftlichen Organisationen des Proletariats in ihrem Lande veranstalten die sozialistischen Frauen aller Länder jedes Jahr einen Frauentag, der in erster Linie der Agitation für das Frauenwahlrecht dient. […] Der Frauentag muß einen internationalen Charakter tragen und ist sorgfältig vorzubereiten.“

Der erste internationale Frauentag wurde dann am 19. März 1911 in Dänemark, Deutschland, Österreich-Ungarn und der Schweiz gefeiert. Mit der Wahl des Datums sollte der revolutionäre Charakter des Frauentags hervorgehoben werden, denn der Vortag, der 18. März, war der Gedenktag für die Gefallenen während der Märzrevolution 1848. Außerdem hatte auch die Pariser Kommune 1871 im März begonnen.
Das beherrschende Thema der ersten Jahre war die Forderung nach dem freien, geheimen und gleichen Frauenwahlrecht. Dieses Anliegen fußte auf den Erklärungen der Sozialdemokratie, die sich als einzige Partei vor 1900 für ein Frauenwahlrecht ausgesprochen hatte. Die Sozialdemokraten sahen im Wahlrecht unter anderem eine Chance, ihre Anhängerschaft zu vergrößern. Aus Sicht der Organisatorinnen verlief der erste Internationale Frauentag im deutschen Kaiserreich erfolgreich. Luise Zietz, Beisitzerin im sozialdemokratischen Parteivorstand, beurteilte ihn als „glänzend gelungen“ und auch der Vorstand des sozialdemokratischen Parteitages schätzte ihn als „wuchtige sozialdemokratische Kundgebung für das Frauenwahlrecht“ ein. Die SPD profitierte vom ersten Internationalen Frauentag auf deutschem Boden. So stieg die Zahl der weiblichen Mitglieder von 82.642 im Jahr 1910 auf 107.693 im Jahr 1911, und die Abonnentenzahl der sozialistischen Frauenzeitung Die Gleichheit wuchs um fast 10.000.
Es verwunderte daher nicht, dass die Partei auch 1912 einen Frauentag durchführen wollte. Dieser wurde auf den 12. Mai gelegt, die Beteiligung war noch größer als 1911, und der internationale Frauentag schien sich durchgesetzt zu haben. Eine solche Einschätzung täuscht jedoch, denn als Clara Zetkin daranging, auch für 1913 eine Veranstaltung zu organisieren, musste sie erkennen, „daß in manchen Parteikreisen noch eine ziemliche Abneigung besteht gegen den Frauentag, während die Genossinnen vom agitatorischen Wert überzeugt sind“.
Innerhalb der nächsten fünf Jahre hatte der Internationale Frauentag seinen Platz in der sozialistischen Bewegung gefunden und war zu einem wichtigen Teil der Propaganda- und Aufklärungsarbeit der Partei geworden. Diese Tendenz setzte sich in den nächsten Jahren fort, wobei es durch den Ersten Weltkrieg zu einer Veränderung des Themas kam. Nicht mehr der Kampf um das weibliche Wahlrecht stand im Zentrum, vielmehr entstand ein Aktionstag gegen den Krieg. Allerdings waren die Frauenveranstaltungen Repressionen ausgesetzt. Durch den mitgetragenen Burgfrieden waren kritische Veranstaltungen nicht mehr erwünscht.
Der Internationale Frauentag musste in die Illegalität gehen. Er wurde in allen Kriegsjahren als Propagandatag genutzt, „obgleich die sozialdemokratischen Parteiführungen in Deutschland und Österreich dabei blieben, die Frauen sollten sich auf Festveranstaltungen auf die im Rahmen der „gegebenen Rechtszustände“ zugelassenen Themen beschränken“.
1917 war ein entscheidendes Jahr. Aufgrund massiver Proteste aus den eigenen Reihen, die sich vor allem an der Frage der Bewilligung von Kriegskrediten und der Unterstützung des Krieges entzündeten, wurde im April die Unabhängige Sozialdemokratische Partei Deutschlands (USPD) von enttäuschten Sozialisten gegründet. Diese beschlossen sofort die Fortführung des Internationalen Frauentages und organisierten eine „Rote Woche“ vom 5. bis 12. Mai 1917. Auch im folgenden Jahr wurde der Frauentag von linken Kräften in der USPD vorbereitet und am 5. Mai 1918, dem 100. Geburtstag von Karl Marx, begangen. Am 12. November 1918 schien es dann so, als könne der Frauentag seine Existenzberechtigung verlieren: Die provisorische Reichsregierung – bestehend aus SPD- und USPD-Mitgliedern – verkündete das freie, geheime aktive und passive Wahlrecht für Männer und Frauen über 20 Jahren. Damit war die Vorkriegsforderung des Internationalen Frauentages in Deutschland erfüllt.

### Festlegung auf den 8. März
1917 war aber auch aus einem anderen Grund ein entscheidendes Jahr. Am 8. März 1917 – nach dem damals in Russland verwendeten julianischen Kalender der 23. Februar – streikten in Petrograd die Bewohnerinnen der armen Stadtviertel auf der Wyborger Seite. Arbeiterinnen, die Ehefrauen von Soldaten und erstmals auch Bäuerinnen gingen gemeinsam auf die Straße und lösten so die Februarrevolution aus: „Als erste gingen die Frauen Petrograds auf die Straße. Am 8. März (23. Februar alten Stils) 1917, dem Internationalen Frauentag, verließen sie die Schlangen vor den Lebensmittelläden und demonstrierten unter der Losung: ‚Brot! Nieder mit dem Krieg! Nieder mit dem Absolutismus!‘ Gleichzeitig traten die Arbeiter der wichtigsten Rüstungsbetriebe, der Putilow-Werke, in den Streik und zogen in die Stadt. In den nächsten Tagen wuchs die Zahl der Streikenden und Demonstrierenden zu einer Lawine an. Die Revolution begann. Die Bauern im Soldatenrock liefen auf die Seite der Arbeiter über ...“
Zu Ehren der Rolle der Frauen in der Revolution wurde auf der Zweiten Internationalen Konferenz kommunistischer Frauen 1921 in Moskau auf Vorschlag der bulgarischen Delegation der 8. März als internationaler Gedenktag eingeführt.

### Erzählung von einem Streik von Textilarbeiterinnen 1857 in New York
Ein noch verbreiteter Mythos beschreibt einen spontanen Streik von Textilarbeiterinnen als Ursprung des Datums, der sich am 8. März 1857 in New York ereignet haben soll. Der Mythos entstand vermutlich in den 1950er Jahren in französischen kommunistischen Kreisen.
Die Nullnummer der französischen Zeitschrift d’Histoires d’Elles vom März 1977 und die Propagierung des 8. März durch die damalige Ministerin für Frauenrechte Yvette Roudy im Jahr 1982 waren Anlass, diese Erzählung zu überprüfen. Weder in der Geschichtsschreibung des amerikanischen Feminismus noch der Arbeiterbewegung ließen sich Verweise auf die angeblichen Geschehnisse des 8. März 1857 – ein Sonntag – finden. 1982 veröffentlichten Liliane Kandel und Françoise Picq ihre Rekonstruktion der Genese des Mythos in Frankreich:
Die Zeitschrift Cahiers du communisme, die kommunistische Tageszeitung L’Humanité und France nouvelle (in einem Artikel von Claudine Chomat), damalige Wochenzeitung der Kommunistischen Partei Frankreichs, verwiesen im März 1904 auf die Entscheidung der Sozialistischen Partei Amerikas für einen solchen Kampftag und ein erstes Begehen in New York am 27. Februar 1909.
Am 5. März 1955 verwies ein Artikel Chomats auf den angeblichen Streik, eine Veröffentlichung Picqs aus dem Jahr 2000 weist auch auf einen Artikel von Yvonne Dumont vom 26. Februar 1955 in der France nouvelle hin, in dem auf den Streik verwiesen wurde.
Die Gewerkschafterin Madeleine Colin (CGT) veröffentlichte in den Cahiers du communisme 1960 weitere Details und berichtete von einem Angriff der Polizei auf die Demonstration der Textilarbeiterinnen 1857. In der Antoinette, Zeitschrift der Frauen in der CGT, wurde die Erzählung seit dem März 1964 beinahe jährlich, ergänzt um Details, wiedergegeben.
Kandel und Picq spekulieren in der Veröffentlichung von 1982 über den Mythos:

« A-t-il paru nécessaire de détacher la journée internationale des femmes de son histoire soviétique pour lui donner une origine plus internationale, plus ancienne que le bolchevisme, plus spontanée aussi que la décision d’un congrès ou l’initiative de femmes affiliées à des partis? La date de 1857 a-t-elle été choisie comme un dernier hommage à Clara Zetkin, née cette année là […] ? »

„War es nötig erschienen, den Internationalen Frauentag von seiner sowjetischen Geschichte zu lösen, um ihm einen internationaleren Ursprung zu geben, älter als der Bolschewismus, auch spontaner als die Entscheidung eines Kongresses oder von mit Parteien verbundenen Frauen? Wurde das Datum 1857 als eine letzte Hommage an Clara Zetkin gewählt, die in diesem Jahr geboren war […]?“

Sie weisen auch darauf hin, dass die Erzählung in Einklang mit der Mehrheitssicht in der Konferenz von Kopenhagen 1910 stehe, gemäß der der Kampf der Frauen sich in den Klassenkampf einzufügen habe.
Vor dem Hintergrund weiterer Aussagen Colins spekuliert der Artikel Picqs aus dem Jahr 2000, dass die Abgrenzung von der Union des femmes françaises, in Colins Sicht eine Vereinigung hauptsächlich von Hausfrauen und einigen Intellektuellen unter der Leitung von Kommunistinnen, den Mythos motivieren könnte:

« […] opposer une lutte de femmes travailleuses à une célébration communiste des femmes, devenue beaucoup plus traditionaliste et réactionnaire. »

„[…] einen Kampf von Arbeiterinnen einer viel zu traditionalistisch und reaktionär gewordenen kommunistischen Frauenfeier entgegenzustellen.“

Die US-amerikanische Geschichtswissenschaftlerin Temma Kaplan schätzte 1985, dass der Frauentag bis etwa 1967 ein kommunistischer Feiertag war, und verweist auf eine Erzählung, nach der eine Frauengruppe an der University of Illinois, teils Töchter amerikanischer kommunistischer Eltern, den Frauentag in den USA wiederbelebt hat. Picq verwies auf einen möglichen Einfluss aus Frankreich oder durch sowjetische Filme als Gründe, dass der 8. März ab 1969 in den USA begangen wurde.
Picq beschrieb des Weiteren als neues Phänomen Erzählungen zum 8. März seit den 1990er Jahren, in denen zugleich auf den 8. März 1858 verwiesen und die Rolle Clara Zetkins als Begründerin eines solchen Tages durch die Vereinten Nationen ersetzt werde. Sie brachte dies damit in Zusammenhang, dass Zetkin nicht mehr politisch korrekt sei.

### Geschichte in Deutschland seit 1918

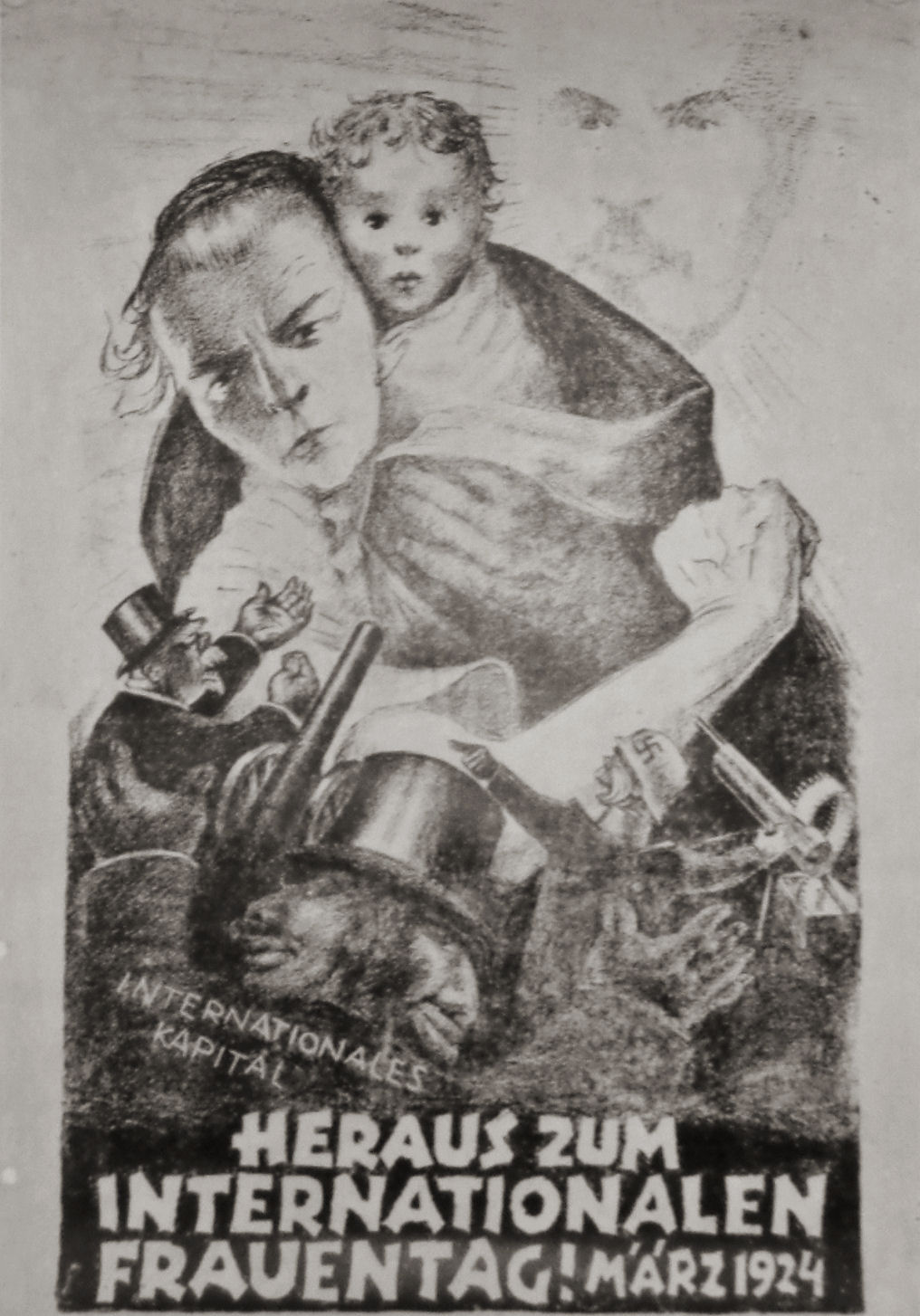
Plakat der KPD zum Frauentag 1924

#### Weimarer Republik 1918–1933
Nach dem Ersten Weltkrieg und vor allem aufgrund der Einführung des Frauenwahlrechtes musste der Internationale Frauentag in der Weimarer Republik neu formiert werden. Durch die Spaltung der Sozialistinnen in SPD und KPD gab es statt eines Internationalen Frauentages zwei. Clara Zetkin als wichtigste Stimme für den Frauentag war Mitglied der Kommunistischen Partei Deutschlands (KPD) geworden und hatte den Frauentag als Agitationstag für die sozialistische Frau quasi „mitgenommen“. Die Sozialdemokratinnen mussten ganz von vorne beginnen. Sie stellten auf der 7. Frauenkonferenz der SPD 1919 in Weimar einen Antrag und forderten hier die (Wieder-)Einführung eines Frauentages. Der Antrag wurde abgelehnt, genauso wie sein Nachfolger von 1920.
Erst im Jahr 1923, als der Einigungsparteitag zwischen den verbliebenen Teilen der USPD und der SPD stattgefunden hatte, beschlossen die Anwesenden auf der ersten internationalen Frauenkonferenz „die Wiedereinführung des 1910 in Kopenhagen beschlossenen Internationalen Frauentages“ – allerdings wurde dieser Beschluss erst 1926 zum ersten Mal umgesetzt. Ab diesem Zeitpunkt gab es in der Weimarer Republik zwei Internationale Frauentage: einen kommunistischen am 8. März und einen sozialdemokratischen ohne festes Datum.
In Deutschland forderten Frauen Arbeitszeitverkürzungen ohne Lohnabschläge, eine Senkung der Lebensmittelpreise, eine regelmäßige Schulspeisung und den legalen Schwangerschaftsabbruch.

#### Nationalsozialistisches Deutschland 1933–1945
Da die sozialistische Bewegung maßgeblich an der Entstehung des Frauentages Anteil hatte, wurde er zwischen 1933 und 1945 offiziell verboten. Stattdessen wurde der Muttertag, der dem nationalsozialistischen Frauen- und Mutterideal eher entsprach, in den Rang eines offiziellen Feiertages erhoben. Trotz des Verbots aller sozialistischer und kommunistischer Aktionen bestand der Internationale Frauentag weiter. Allerdings hatte er sein Gesicht verändert. Er fand nicht mehr auf den Straßen in Form von großen Demonstrationen statt, sondern im Kleinen und Privaten. Das Feiern des 8. März wurde zu einem Erkennungsmerkmal von Widerstand und sozialistischer Untergrundarbeit. Methoden waren das ‚Auslüften‘ von roten Gegenständen am 8. März aus Fenstern oder an Wäscheleinen oder das Auslegen illegaler Flugblätter.

#### 1946–1990

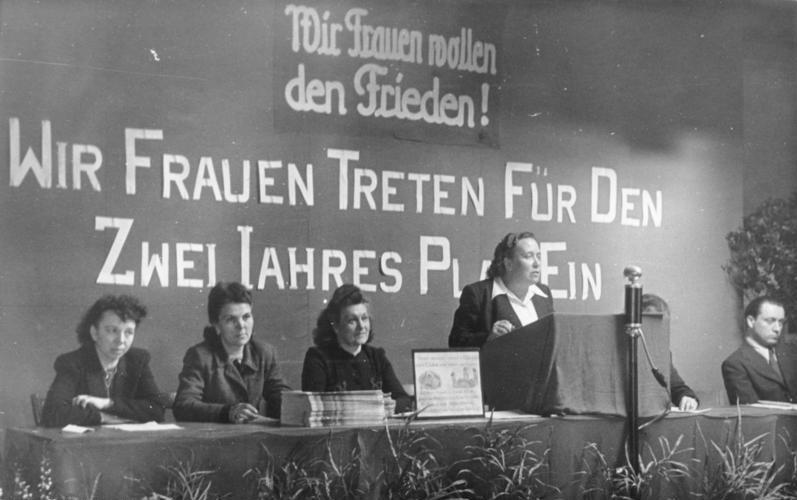
Internationaler Frauentag 1948 in Berlin, sowjetischer Sektor

Nach dem Zweiten Weltkrieg wurde im geteilten Deutschland sehr unterschiedlich mit dem Frauentag umgegangen. 1946 wurde in der sowjetischen Besatzungszone der Internationale Frauentag zum 8. März wieder eingeführt. In der DDR war der Frauentag durch seine Geschichte geprägt, er hatte zunächst den Charakter einer sozialistischen Veranstaltung. 1960 gab es in Ostberlin eine große Kunstausstellung „Frauenschaffen und Frauengestalten in der bildenden Kunst. 50 Jahre Internationaler Frauentag“. Erst in den späten 1980er Jahren wurde der Frauentag ungezwungener und weniger ideologisch begangen. Eine besondere Rolle spielte dabei von Anfang an die Emanzipation der Frauen in der sozialistischen Arbeitswelt, die hauptsächlich in den Volkseigenen Betrieben gefeiert wurde. Üblich waren Betriebsfeiern mit Auszeichnungen und Geschenken für die Kolleginnen. Dazu überreichten männliche Kollegen und Vorgesetzte Blumen – meist eine rote Rose oder Nelke je Frau – und gratulierten ihnen zum Frauentag, der in der DDR-Kultur fest verankert war.
In Westdeutschland veranstalteten Sozialdemokratinnen zwar seit 1948 wieder Frauentage, doch ging die Bedeutung dieses Tages allmählich verloren. Hier war es vor allem das Thema Frieden und der Kampf gegen die Wiederbewaffnung, die auf den Veranstaltungen zum Internationalen Frauentag (terminlich immer irgendwann zwischen Februar und Mai angesiedelt) angesprochen wurden. Gegen die Wiederbewaffnung entwickelte sich ein breites Oppositionsbündnis, das auch von Mitgliedern der SPD, der KPD und der bürgerlichen Parteien, wie vom christlichen Zentrum, getragen wurde. Es waren auch parteilose Christinnen und Pazifistinnen, die die Themen Frieden und Abrüstung mit dem Internationalen Frauentag verbunden haben. Erst mit dem Engagement der neuen Frauenbewegung Ende der 1960er Jahre rückte der 8. März in der Bundesrepublik wieder stärker ins Bewusstsein.
Allerdings hatte es die autonome Frauenbewegung in der BRD schwer mit diesem Tag, obwohl 1975 das Internationale Jahr der Frau stattgefunden hatte. So war noch 1977 in der feministischen Zeitung Courage zu lesen: „Nichts gegen einen Feiertag, auch nicht gegen einen Frauentag. Nur muß er von denen, die gefeiert werden, bestimmt und gestaltet werden.“ Diese Kritik richtete sich vor allem gegen die Feierpraxis in der DDR, wobei dieser Tag zunehmend als eine Art ‚sozialistischer Muttertag‘ angesehen wurde.

#### Ab 1990
Durch die Vereinigung beider deutscher Staaten veränderten sich die Geschichte und die Aktionen zum Internationalen Frauentag noch einmal. Nach einer Phase, in der das Begehen eines DDR-Feiertages als nicht mehr opportun galt, regten sich 1993 das erste Mal wieder Frauengruppen in Ost und West, um diesen Tag im Sinne der Einforderung von (verlorenen) Frauenrechten zu nutzen. Trotz kleinerer Versuche von SPD-Frauen, den Tag nicht am 8. März zu begehen, sondern wieder an das Modell der Frauenwoche aus der Weimarer Republik anzuknüpfen, setzte sich der 8. März durch.
Vor allem 1994 zum FrauenStreikTag erlebte der Internationale Frauentag ein politisches Comeback. Seitdem hat es in Deutschland wieder vermehrt Veranstaltungen zum 8. März gegeben – Demonstrationen für Frauenrechte, Vorträge und Feiern. Als Multiplikatoren treten dabei in der Öffentlichkeit Gewerkschaften, autonome Frauengruppen, Gleichstellungsbeauftragte oder auch Volkshochschulen in Erscheinung. Auch in ostdeutschen Betrieben wird wieder an den Internationalen Frauentag erinnert. Der Internationale Frauentag ist fester Bestandteil ostdeutscher Kultur geblieben.

#### Ab 2010
- 2021, 2020, 2019, 2018, 2010

 2010
Ende Februar wurden 1089 Personen gefragt: „Wie beurteilen Sie einen Aktionstag wie den Internationalen Frauentag?“ 13 % antworteten „ausgezeichnet“, 21 % „sehr gut“, 31 % „gut“, 22 % „mittelmäßig“, 6 % „schlecht“ und 7 % „kann ich nicht beurteilen“. Am 8. März forderte die Feministin Alice Schwarzer eine komplette Streichung des Tages: „Schaffen wir ihn […] endlich ab, diesen gönnerhaften 8. März! Und machen wir aus dem einen Frauentag im Jahr 365 Tage für Menschen, Frauen wie Männer.“
 2018
Bundesfrauenministerin Katarina Barley betonte, dass Frauenrechte Menschenrechte sind, und feierte das 100-jährige Jubiläum des deutschen Frauenwahlrechts (siehe Frauenstimmrechtsbewegung in Deutschland).
 2019
Bundesfrauenministerin Franziska Giffey forderte „Parität im Parlament“ und ein entsprechendes Paritätsgesetz, um gleichwertige Geschlechterquoten auf Wahllisten und bei Abgeordnetenmandaten zu gewährleisten.
Zuvor war ein Bericht der Interparlamentarischen Union zum Thema „Sexismus, Belästigung und Gewalt gegen Frauen in Parlamenten in Europa“ erschienen: Von 123 weiblichen Abgeordneten in 45 europäischen Ländern hatten während ihrer Amtszeit 85 % psychische Gewalt erlebt, 68 % hatten abfällige Kommentare zu ihrem Aussehen oder bezüglich Geschlechterklischees bekommen, 58 % waren online sexuell belästigt worden, 47 % hatten Morddrohungen erhalten, 25 % hatten sexualisierte Gewalt erfahren und 15 % körperliche Gewalt.

Demonstration in Hamburg (8. März 2020)

Im Land Berlin legte die rot-rot-grüne Landesregierung den „Frauentag (8. März)“ als gesetzlichen Feiertag fest.
 2020
Bundesfrauenministerin Franziska Giffey erklärte im Deutschen Bundestag: „2020 ist Gleichstellungsjahr“. Erstmals in der Geschichte der Bundesrepublik sei eine gemeinsame Strategie der Bundesregierung zur Gleichstellung der Geschlechter auf den Weg gebracht worden, die auch Schwerpunkt der Mitte des Jahres anstehenden deutschen EU-Ratspräsidentschaft werde.
Die größte Demonstration am Frauentag fand in Berlin mit rund 10.000 Teilnehmenden statt. In mehreren Städten organisierte die Reformbewegung Maria 2.0 Veranstaltungen und Demonstrationen.
 2021
Bundesfrauenministerin Franziska Giffey forderte in ihrer Ansprache zum Internationalen Frauentag: „Frauen müssen sichtbarer werden“. In einer Debatte im Bundestag setzte sich Giffey für mehr Frauen in Führungspositionen, Entgeltgleichheit zwischen Frauen und Männern und die Aufwertung der sozialen Berufe ein: „Wir wollen eine moderne partnerschaftliche Gleichstellungspolitik“. In ihrer Pressekonferenz wies sie darauf hin, dass es noch viel zu tun gäbe, damit Frauen und Männer in Politik, Wirtschaft und Wissenschaft wirklich gleichberechtigt vertreten seien.

## Der Frauentag und die Vereinten Nationen

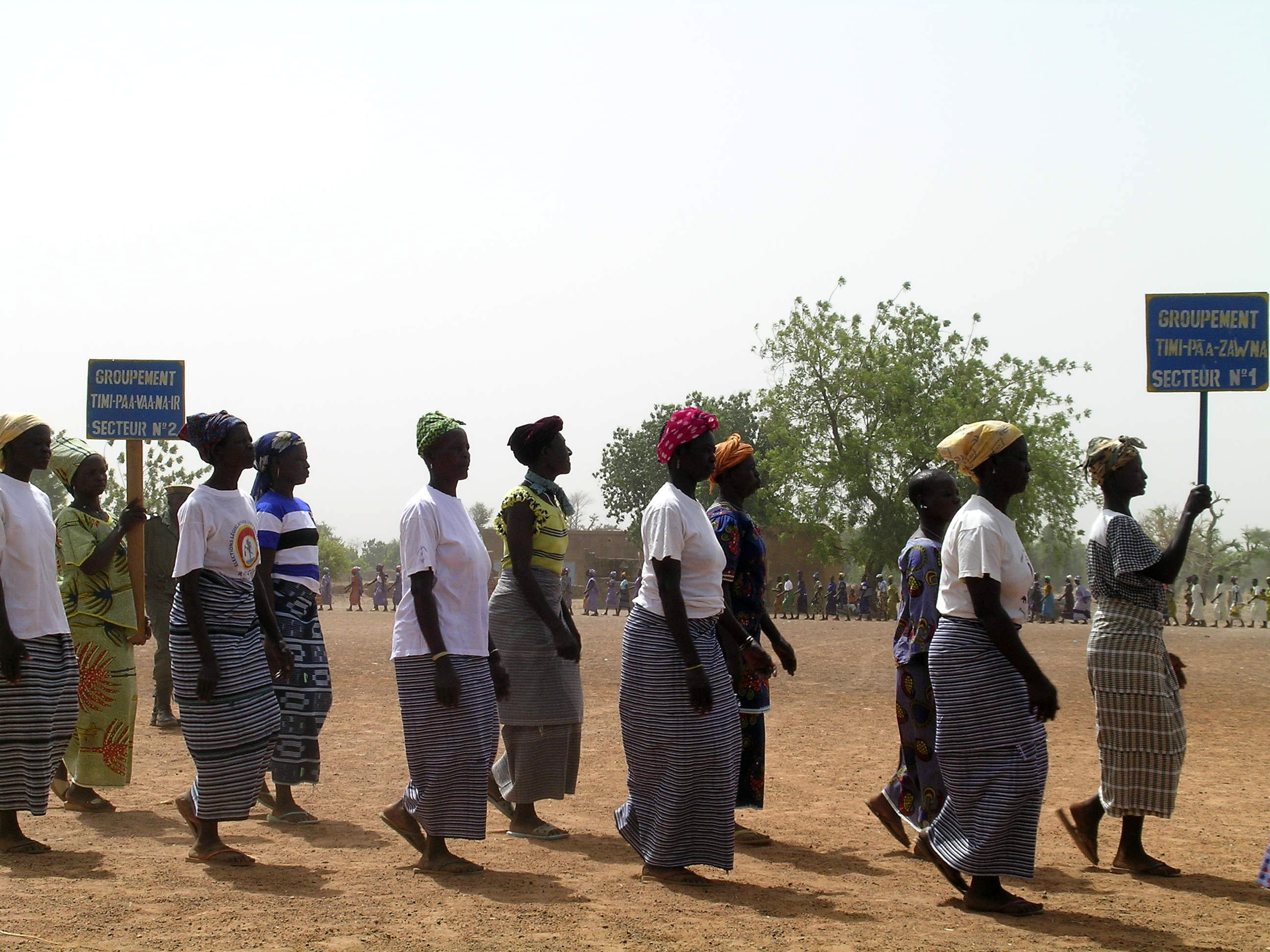
Journée internationale de la femme in Burkina Faso (8. März 2008)

- 2023, 2022, 2021, 2020, 2019, 2018, 2009, 2006, 2004, 2003

1975, im internationalen Jahr der Frau, organisierten die Vereinten Nationen erstmals am 8. März eine Feier. In den folgenden Jahren richtete eine Gruppe von Angestellten im UN-Sekretariat Veranstaltungen zum 8. März aus – diese Mitarbeiter setzten sich gegen sexuelle Belästigung am Arbeitsplatz und für Beschäftigungsmöglichkeiten von Frauen in den UN ein und nannten sich Ad Hoc Group on Equal Rights for Women („Ad-Hoc-Gruppe für gleiche Rechte von Frauen“).
Am 16. März 1977 verabschiedete die UN-Generalversammlung eine UN-Resolution, die alle Staaten darum bat, einen Tag des Jahres zum „Tag der Vereinten Nationen für die Rechte der Frau und den Weltfrieden“ zu erklären. Seitdem folgten jährliche Veranstaltungen der UN jeweils zum 8. März (siehe auch UN-Frauenkonvention und UN-Ausschuss für die Beseitigung der Diskriminierung der Frau).
 2003 rief das von der UNICEF zum Internationalen Frauentag ausgegebene Motto „Bessere Bildung für Mädchen“ dazu auf, Mädchen besser vor ungleicher Behandlung und Ausbeutung zu schützen. Einige Aufrufe wendeten sich gegen die weibliche Genitalverstümmelung, gegen Kinderheirat und gegen die Verurteilung von nichtheterosexuellen Lebensweisen.
 2004 machte der damalige Generalsekretär der Vereinten Nationen, Kofi Annan, anlässlich des Weltfrauentages darauf aufmerksam, dass in den afrikanischen Ländern südlich der Sahara über die Hälfte der an AIDS erkrankten Menschen Frauen seien. In der Gruppe der HIV-Infizierten unter 24 Jahren stellten junge Frauen mit einem Anteil von fast zwei Dritteln das größte Kontingent. Einige europäische Initiativen bezogen sich auf die Situation in Nepal.
 2006 lag der Schwerpunkt zahlreicher Aktionen auf der Rolle der Frauen in politischen Entscheidungsprozessen. Der Internationale Frauentag 2007 mahnte an, Gewalt gegen Frauen und Mädchen überall auf der Welt unter Strafe zu stellen. Das Motto der Vereinten Nationen im Jahr 2008 lautete Investing in Women and Girls. Fokussiert werden sollte auf die Herstellung von Chancengleichheit und deren Finanzierung in den einzelnen Ländern. Entsprechend kündigte die Bundesfrauenkonferenz der deutschen Gewerkschaft Verdi Veranstaltungen zum Thema „Frauen verdienen mehr“ an. Unter anderem wurden gleiches Entgelt für gleiche und gleichwertige Arbeit sowie Mindestlöhne angemahnt.
 2009 war das Motto der UN für den Internationalen Frauentag „Männer und Frauen vereint, um die Gewalt gegen Frauen und Mädchen zu beenden“ (Women and men united to end violence against women and girls). Es sollte auf die andauernde Unterdrückung von Frauen und Mädchen und die besonderen Gefahren sowie das Leid in Kriegsgebieten aufmerksam machen.
 Weltfrauentag 2018

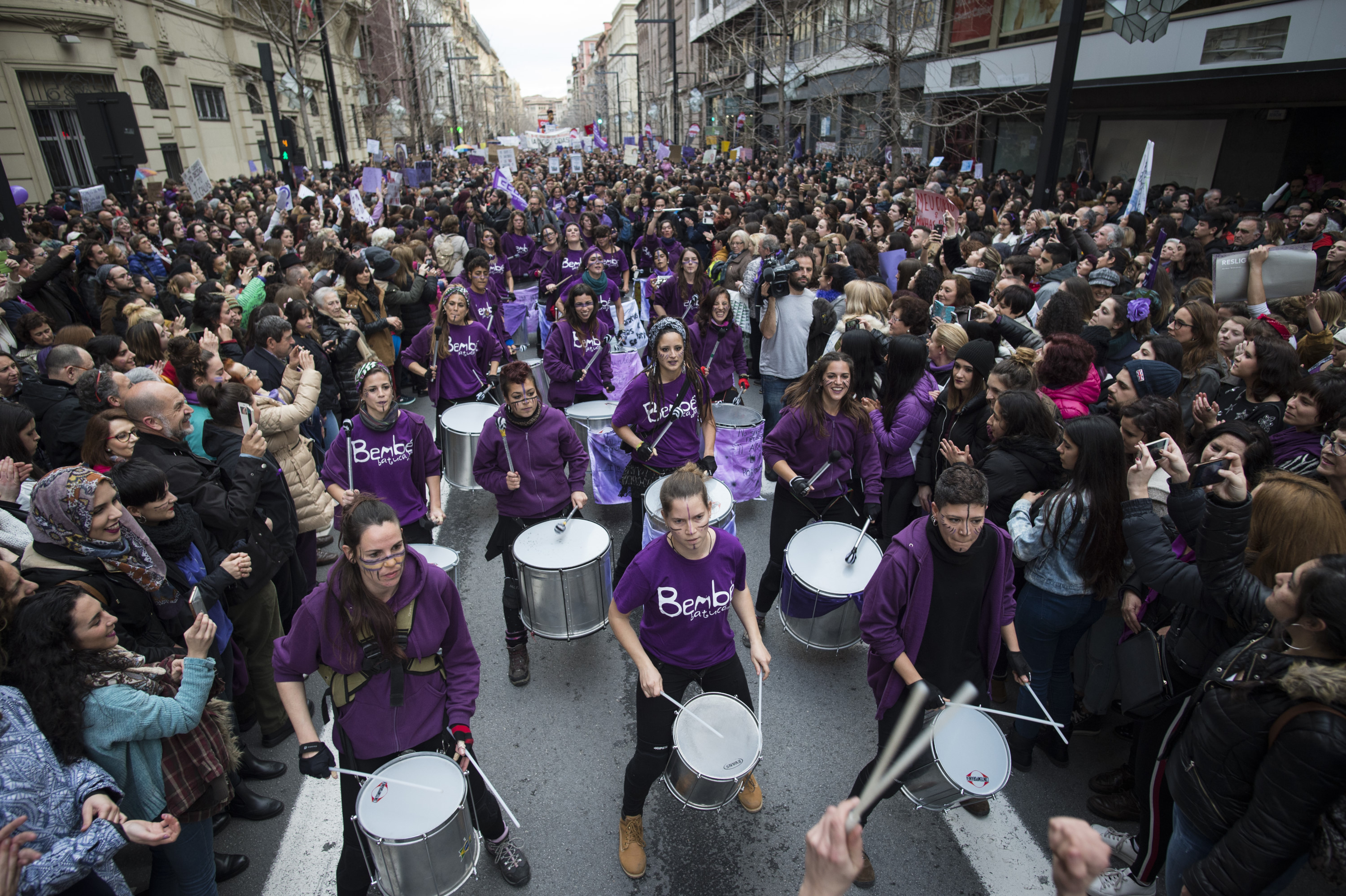
Feministische Demonstration in Granada, Südspanien (8. März 2018)

Das UN-Motto lautete im Jahr 2018 „Zeit ist Jetzt – Ländliche und städtische Aktivisten verändern das Leben von Frauen“ (“Time is Now – Rural and urban activists transforming women’s lives”). Das Europäische Parlament tritt ein für die Stärkung der Rolle von Frauen und Mädchen in Medien und der Informations- und Kommunikationstechnik (siehe Frauen in der Informatik).
In spanischsprachigen Ländern fand der Internationale Frauentag besonders großes Echo: Allein in Spanien beteiligten sich mehr als 5,3 Millionen Menschen am Frauenstreik unter dem Motto „Wenn die Frauen streiken, dann steht die Welt still“, darunter auch die spanische Königin Letizia von Spanien.
 Weltfrauentag 2019
Die UN wählten das Motto „Gleich denken, intelligent bauen, offen für Veränderungen sein“ (“Think Equal, Build Smart, Innovate for Change”). Das Europäische Parlament konzentrierte sich auf das Thema „Frauen in der Politik“.
In der Türkei stoppte die Istanbuler Polizei am Abend des 8. März den traditionellen und friedlichen Marsch vom Taksim-Platz die Istiklal-Einkaufsstraße hinunter mit Sperren und Tränengas; die Behörden hatten für Demonstrationen zum Frauentag keine Genehmigung erteilt. In der Hauptstadt Ankara fand ein ähnlicher Protestmarsch jedoch ungehindert statt.
 Weltfrauentag 2020

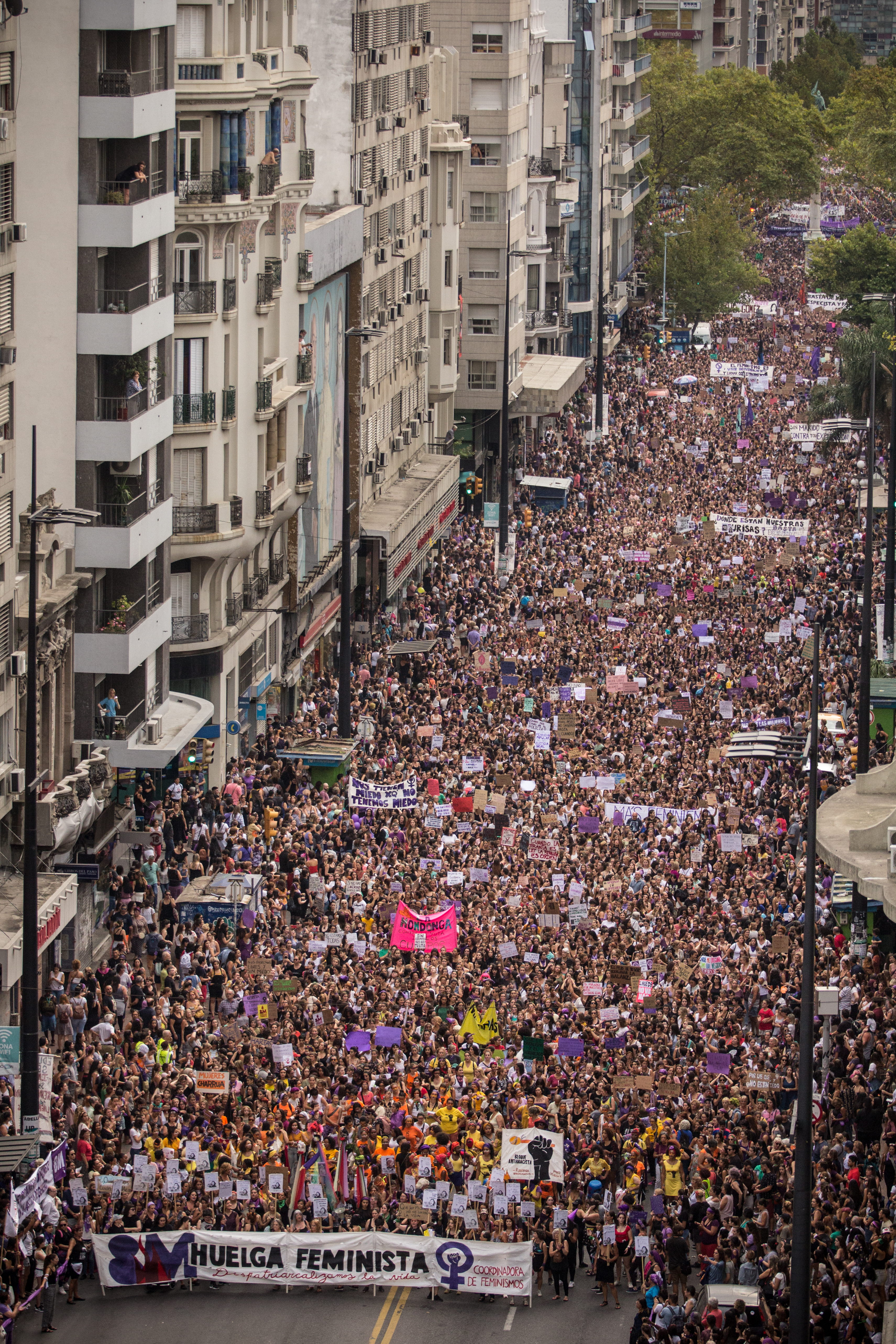
Paro Internacional de Mujeres 2020 in Montevideo, Uruguay (8. März 2020)

Die UN bestimmen die Gleichstellung der Geschlechter bis 2030 als Thema: „Ich bin Generation Gleichberechtigung: Frauenrechte verwirklichen“ (“I am Generation Equality: Realizing Women’s Rights”). Gemeint ist das 5. der 17 UN-Ziele für nachhaltige Entwicklung (SDGs), die bis 2030 von den UN-Mitgliedsstaaten umzusetzen sind. Angeknüpft wird damit auch an die 25 Jahre zuvor abgehaltene Vierte UN-Weltfrauenkonferenz in Peking (1995), die unter dem Motto stand: „Handeln für Gleichberechtigung, Entwicklung und Frieden“. UN Women veröffentlicht dazu am 5. März den Bericht Gender equality: Women’s rights in review 25 years after Beijing („Gleichstellung der Geschlechter: Überprüfung der Frauenrechte 25 Jahre nach Peking“).
Diesen Zusammenhang greift auch das Europäische Parlament auf mit seinem Themenschwerpunkt Weltfrauentag 2020 – 25 Jahre Erklärung von Peking. Zeitgleich erscheint der erste jährliche Bericht von UNESCO zur Gleichstellung und zu den in den vorhergehenden Jahren durchgeführten Fördermaßnahmen unter dem Titel „Promise of gender equality“ („Versprechung der Gleichstellung“). Die Interparlamentarische Union (IPU) veröffentlicht zum Frauentag ihre aktuelle Analyse des Frauenanteils in Landesparlamenten: Global ist er seit 1995 von 11 % auf knapp 25 % angestiegen (siehe Länderliste 2018); eine gleichwertige Geschlechterverteilung sei bis 2030 möglich (vergleiche Paritätsgesetz); die europäischen Länder erfüllen mit knapp 30 % die Vorgaben der Pekinger Weltfrauenkonferenz.
Zu dem globalen Frauentagsmotto „Each for Equal“ („Jeder für Gleichberechtigung“) veröffentlichen auch führende Technologieunternehmen wie Apple, Google und Microsoft sowie Amazon und Netflix eigene Kampagnen, die wegweisende Frauen vorstellen; Spotify weist auf die meistgestreamten Frauen hin.
Die meisten großen Demonstrationen am Frauentag finden in Lateinamerika statt, wo vor allem gegen die hohe Zahl von Frauenmorden protestiert wird (siehe Femizid in Lateinamerika). In Santiago de Chile wurden 500.000 Teilnehmende erwartet, die Polizei spricht von 125.000, es kommt zu einigen gewaltsamen Zusammenstößen; Hauptforderung ist die Abschaffung des strikten Abtreibungsverbots.
 Weltfrauentag 2021
Das Motto der UN für 2021 lautete „Frauen in Führungspositionen: Für eine ebenbürtige Zukunft in einer COVID-19-Welt“. (“Women in leadership: Achieving an equal future in a COVID-19 world”).
Das Motto soll hervorheben, dass die Aufgabenlast der Frauen während der Covid-19-Pandemie deutlich gestiegen sei: Frauen stellen das Gros des Personals in sozialen und Pflegeberufen – von den 5,65 Millionen Beschäftigten im Gesundheitsbereich sind 76 % Frauen. Zudem übernehmen Frauen auch im häuslichen Umfeld primär die (unbezahlte) Pflege- und Betreuungsarbeit.
In einer Studie des WSI/Hans-Böckler-Stiftung gaben 54 % der befragten Frauen an, den überwiegenden Teil der Kinderbetreuung zu übernehmen, 12 % der Männer stimmten dem zu. Die Verfestigung alter Rollenbilder und Geschlechterstereotype zeige sich gemäß Barbara von Würzen ebenso in einer Umfrage der Bertelsmann Stiftung in Zusammenarbeit mit Ipsos – Frauen übernehmen überproportional sowohl die Hausarbeit, die Kinderbetreuung und das Homeschooling. Die Studie der UN ermittelte, dass Frauen im Vergleich zu Männern etwa das Dreifache der unbezahlten Sorgearbeit übernehmen.
 Weltfrauentag 2022
Das Motto der UN für 2022 lautete „Geschlechtergleichstellung heute für ein nachhaltiges Morgen“ (“Gender Equality Today For A Sustainable Tomorrow”).
 Weltfrauentag 2023
Das Motto der UN für 2023 lautete “DigitALL: Innovation and technology for gender equality”.
 Weltfrauentag 2024
Der Internationale Frauentag der Vereinten Nationen stand 2024 unter dem Motto: “Invest in women: Accelerate progress”. Laut der UN ist der Mangel an Geld eine der größten Herausforderungen zur Verwirklichung der Gleichstellung der Geschlechter bis ins Jahr 2030.
 Weltfrauentag 2025
Am 8. März 2025 lud die UN ein, den Internationalen Frauentag unter dem Motto „Für ALLE Frauen und Mädchen: Rechte. Gleichstellung. Empowerment.“ zu feiern.

## Der Frauentag als gesetzlicher Feiertag
In den folgenden Staaten ist der 8. März ein gesetzlicher Feiertag:
1. Angola
2. Äquatorialguinea
3. Armenien[59]
4. Aserbaidschan
5. Belarus
6. Burkina Faso
7. Volksrepublik China (♀)
8. Deutschland (nur Berlin und Mecklenburg-Vorpommern)
9. Eritrea
10. Georgien
11. Guinea-Bissau
12. Kasachstan
13. Kambodscha
14. Kirgisistan
15. Laos
16. Madagaskar (♀)
17. Moldau
18. Mongolei
19. Nordkorea[60]
20. Nepal (♀)
21. Russland
22. Sambia[59]
23. Tadschikistan
24. Turkmenistan
25. Uganda
26. Ukraine
27. Usbekistan
28. Vietnam[59]

In der Volksrepublik China, in Madagaskar und in Nepal gilt der Feiertag nur für Frauen (♀); in chinesischen Staatsbetrieben bekommen Frauen häufig den halben Tag frei.
Das Land Berlin führte 2019 den „Frauentag (8. März)“ als gesetzlichen Feiertag ein, als erstes deutsches Bundesland sowie als einzige (gleichwertige) Verwaltungseinheit in der Europäischen Union überhaupt. In Mecklenburg-Vorpommern ist der Frauentag seit 2023 gesetzlicher Feiertag.
In der Autonomen Region Kurdistan (Irak) beschloss die Regierung 2012, am 8. März einen „Tag des traditionellen kurdischen Kleides“ als alternatives Angebot zum Frauentag zu veranstalten. In Rojava, der Autonomen Verwaltung von Nord- und Ostsyrien, ist der Frauentag seit 2022 als gesetzlicher Feiertag verankert.

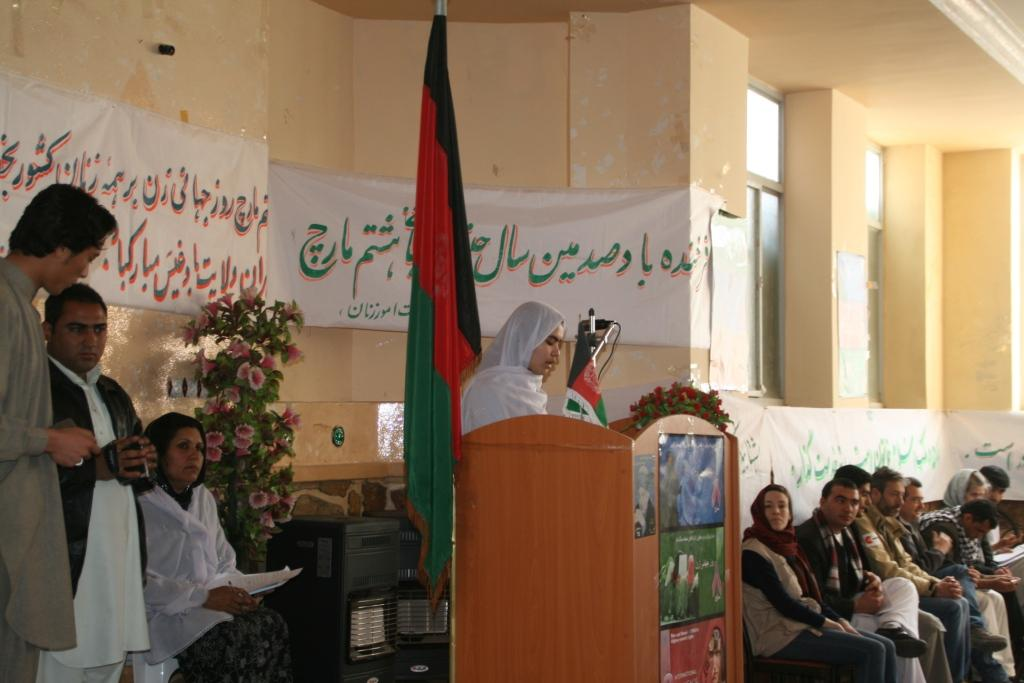
International Women’s Day im Dorf Qal`eh-ye Now im nordwestlichen Afghanistan (2010)
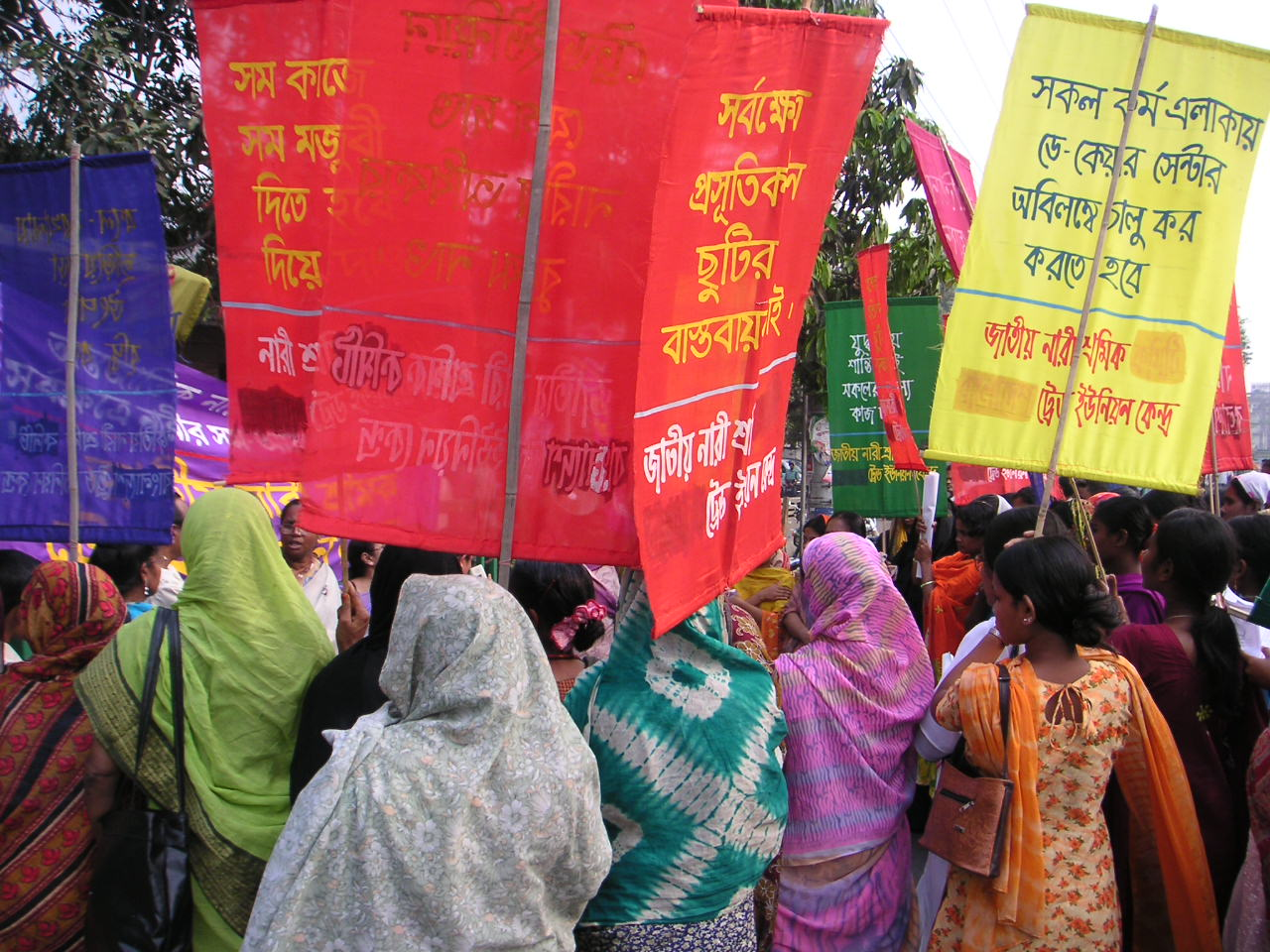
Demonstrationszug am Internationalen Frauentag in Dhaka in Bangladesch (2005)
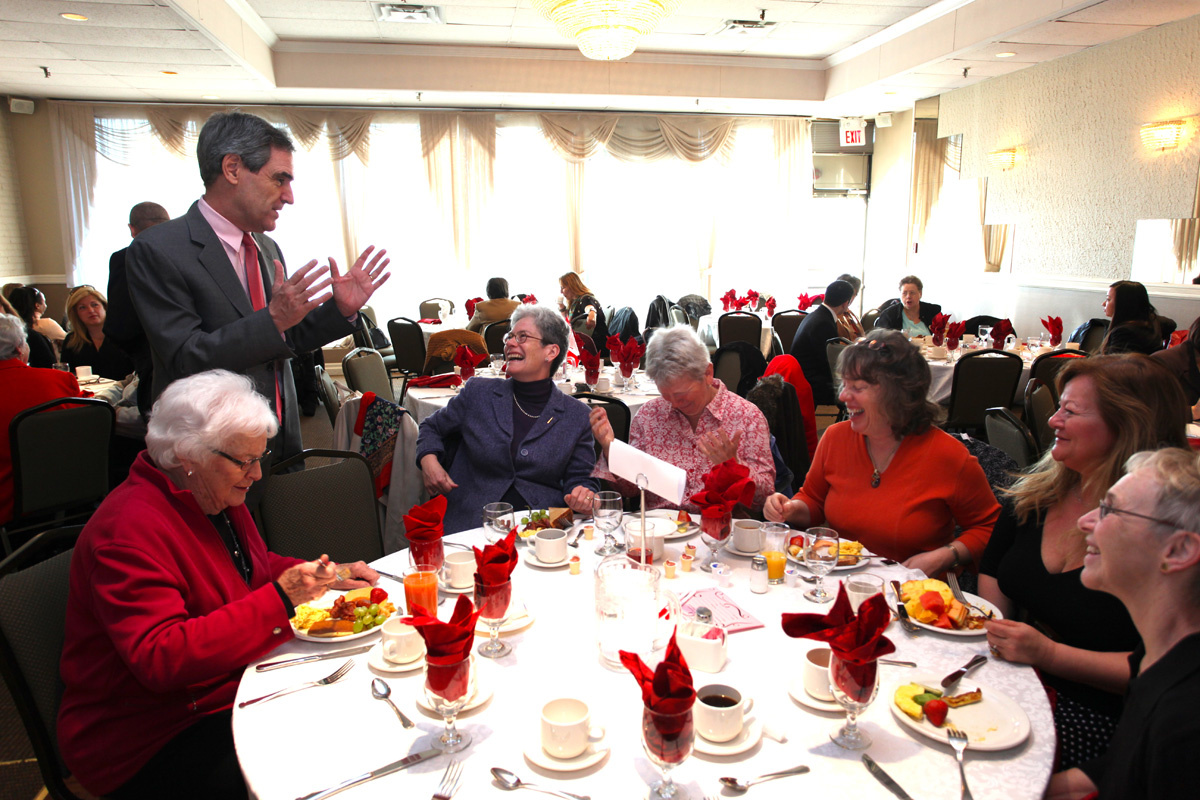
International Women’s Day Breakfast in Toronto-Etobicoke in Kanada (2010, Veranstaltung als gemeinsames Frühstück)
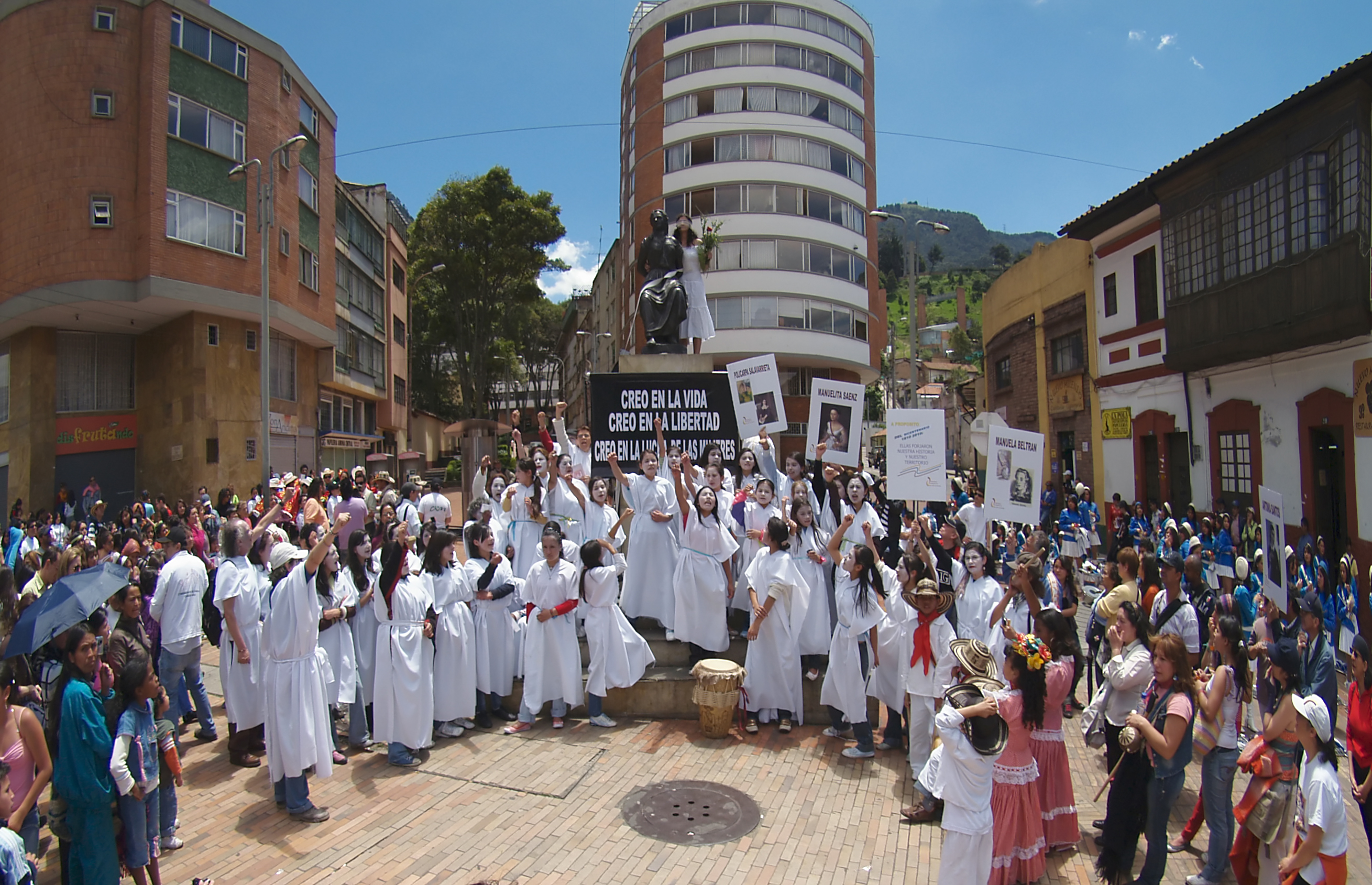
Internationaler Frauentag in Bogotá in Kolumbien: „Creo en la libertad“ (2009) („Ich glaube an die Freiheit“)
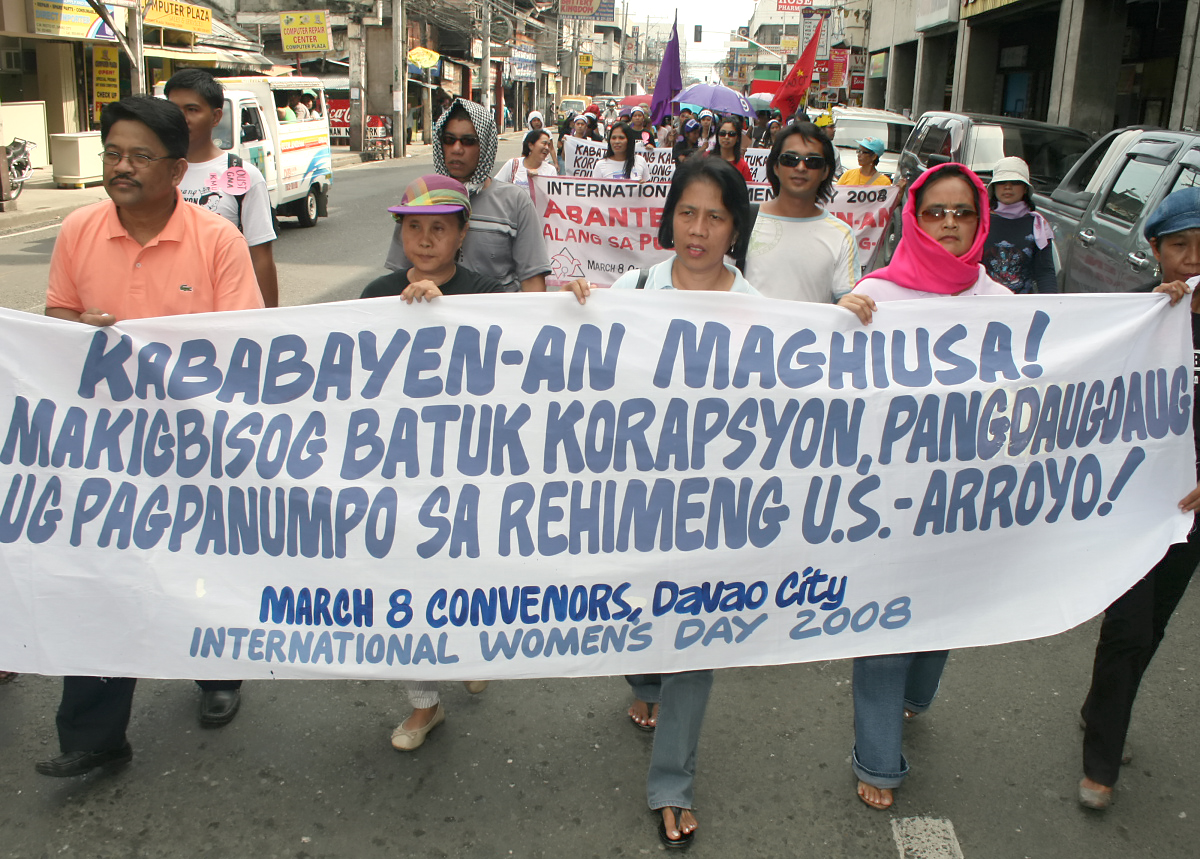
International Women’s Day in Davao City (2008, Philippinen)

## Weitere Frauentage
- 1. Februar: World Hijab Day und No Hijab Day
- 6. Februar: Internationaler Tag gegen weibliche Genitalverstümmelung
- 11. Februar: Internationaler Tag der Frauen und Mädchen in der Wissenschaft
- 28. Mai: Internationaler Aktionstag für Frauengesundheit (International Day of Action for Women’s Health)[65][66] und Weltmenstruationstag
- 9. August: National Women’s Day (Republik Südafrika)
- 15. August: Hoher Frauentag
- 11. Oktober: Internationaler Mädchentag
- 15. Oktober: Internationaler Tag der Frau in ländlichen Gebieten (International Day of Rural Women)[67]
- 3. November: Nationaler Tag der Frau in Osttimor
- 25. November: Internationaler Tag zur Beseitigung von Gewalt gegen Frauen
- jährlich neu festgelegt: Equal Pay Day (Aktionstag für Entgeltgleichheit zwischen Frauen und Männern)